# Senecio pierotii
Senecio pierotii là một loài thực vật có hoa trong họ Cúc. Loài này được Miq. miêu tả khoa học đầu tiên năm 1866.